# 2002年の日本競馬
2002年の日本競馬（2002ねんのにほんけいば）では、2002年（平成14年）の日本競馬界についてまとめる。
2001年の日本競馬 - 2002年の日本競馬 - 2003年の日本競馬

## 概要

### 東京競馬場改修
東京優駿を含むこの年の第3回東京開催終了後、東京競馬場は馬場及びスタンド改修工事を実施。
それによって、例年の第4回・第5回東京開催はいずれも中山競馬場にて代替開催された。
天皇賞・秋こそ同距離の芝2000mで開催されたが、中山競馬場で設定できない距離のジャパンカップは芝2200mで、ジャパンカップダートはダート1800mで行われた。
天皇賞の中山開催は35年ぶりで、ジャパンカップ及びジャパンカップダートの中山開催は創設以来初となった。
また、本来の第4回中山開催は新潟競馬場で行われ、スプリンターズステークスは同競馬場初のGIとして開催された。

## できごと

### 1月 - 3月
- 1月4日 - 新潟県競馬が降雪のため第3競走以降を中止。この日をもって、新潟県競馬の開催はすべて終了した[1]。
- 1月6日 - ガーネットステークスをブロードアピールが制する。8歳牝馬としてJRA史上初の重賞勝利。
- 1月6日 - ダイワテキサスの引退式が東京競馬場で行われる[1]。
- 1月13日 - 京成杯でローマンエンパイアとヤマニンセラフィムが1着同着。
- 1月13日 - 京都競馬場でテイエムオペラオーとメイショウドトウの同時引退式を行う。両馬とも引退後はイーストスタッドで種牡馬となる[1]。
- 1月18日 - JRAは、覚醒剤取締法違反及び銃刀法違反で執行猶予つきの有罪が確定している田原成貴元調教師に対し、2017年1月18日まで向こう15年間、競馬への関与（トレーニングセンター及び開催中の競馬場への立入等）禁止処分を科した[2]。
- 1月20日 - ステイゴールドの引退式が京都競馬場で行われる[1]。
- 1月29日 - 中央競馬の騎手蛯名正義が2001年度の日本プロスポーツ大賞功労賞を受賞する[1]。
- 1月30日 - 中央から地方・船橋に転厩したエモシオンが、出走投票審査誤認により川崎記念への出走が不可能となり競走除外となる不手際が発生。
- 2月3日 - シルクロードステークスを9歳馬ゲイリーフラッシュが優勝。9歳馬による重賞制覇はJRA史上初。
- 2月17日 - フェブラリーステークスをアグネスデジタルが制し、マイルチャンピオンシップ南部杯、天皇賞・秋、香港カップに次ぐGI4連勝を達成。
- 2月17日 - ウイングアローの引退式が東京競馬場で行われる[1]。
- 2月23日 - 武豊騎手が史上最速・最年少でJRA史上8人目の通算1万回騎乗を達成。同日メインレースのアーリントンカップもタニノギムレットで優勝。
- 2月24日 - 武豊騎手が中山競馬場3レースで落馬し、骨盤骨折の重傷を負う。
- 3月13日 - 日本中央競馬会は、JRA競馬学校を千葉県白井市から栃木県湯津上村に移転する計画を立てていたが、自然保護の観点からこれを中止すると発表[1][3]。
- 3月14日 - 日本中央競馬会は、春秋の天皇賞および菊花賞の外国産馬出走枠を拡大することを発表。同年の各競走より施行された[3]。
- 3月23日 - ドバイワールドカップミーティングが行われ、ドバイワールドカップに出走したアグネスデジタルは6着、トゥザヴィクトリーは11着。ドバイゴールデンシャヒーンに出走のブロードアピールは5着、ドバイシーマクラシックに出走のホットシークレットは7着[1]。
- 3月24日 - 新潟県競馬の廃止に伴い、三条競馬場で行われていた中央競馬の場外発売も廃止される。新潟県競馬の場外発売施設は特別区競馬組合が引き継ぎ、4月2日より南関東競馬の発売が開始された[4]。
- 3月25日 - 地方競馬全国協会の主催により「地方競馬振興企画会議」が設置され、第1回会議が開かれる[4]。
- 3月30日 - 日本中央競馬会が、ブラウザ付携帯電話による携帯電話用IPATの本格運用を開始する[4]。

### 4月 - 6月
- 4月2日 - 南関東公営競馬（大井・川崎・船橋・浦和）で三連複・三連単式馬券の発売を開始[4]。
- 4月6日 - 岩手競馬の場外馬券発売所・テレトラック十和田が開設される[4]。
- 4月7日 - 桜花賞でホッカイドウ競馬からの移籍馬アローキャリーが優勝。地方競馬からの移籍馬（いわゆる「マル地」馬）の桜花賞優勝は1994年のオグリローマン以来史上2頭目。
- 4月13日 - 中山グランドジャンプでレース史上初めて外国からの招待馬（セントスティーヴン）が優勝。
- 4月14日 - 岡冨俊一騎手が平地・障害の両方で通算100勝を達成。JRA史上4人目[4]。
- 4月20日 - 武豊騎手が早くも京都競馬場でのレースで復帰。翌21日にはアンタレスステークス（ハギノハイグレイド）で重賞勝利。
- 4月21日 - 沙田競馬場で行われたクイーンエリザベス2世カップで、エイシンプレストンが1着、アグネスデジタルが2着に入線。日本調教馬の海外G1での1・2フィニッシュは初[4]。
- 4月27日 - 池江泰郎調教師が通算500勝を達成。
- 5月19日 - ハギノハイグレイドが東海ステークスをダート2300mの世界レコードタイムで連覇。連覇は史上2頭目。
- 5月26日 - 武豊騎手がタニノギムレットでJRA史上初の東京優駿3勝目を挙げる。また小泉純一郎首相が在職中の首相としては33年ぶりに同競走を観戦[4]。
- 6月2日 - 安田記念でアドマイヤコジーンが1998年の朝日杯3歳ステークス以来、3年6か月ぶりのGI制覇。後藤浩輝騎手はGI初制覇。
- 6月13日 - サウスヴィグラスが北海道スプリントカップでダート1000mを56秒8で走り日本レコードを樹立（史上初の56秒台）。
- 6月15日 - 福島競馬場及びウインズ新白河で新馬券の連勝単式（馬単）・三連勝複式（三連複）の試験発売を開始（1ヵ月後に全国発売に拡大）。
- 6月21日 - 阪神大賞典、富士ステークス、武蔵野ステークスの3競走が新たに国際格付けされる[4]。

### 7月 - 9月
- 7月13日 - 東京都港区に場外馬券発売施設「ウインズ汐留」がオープン。1週間後の7月20日には長崎県佐世保市に「ウインズ佐世保」もオープンした[5]。
- 7月13日 - ばんえい競馬・ホッカイドウ競馬の共同ミニ場外、ハロンズ（Aiba）苫小牧がオープン[5]。
- 7月18日 - 日本中央競馬会は、2003年より地方競馬の騎手が中央競馬の騎手免許試験を受ける際に、中央競馬での実績を考慮し、試験項目を軽減することを発表[5]。
- 8月16日 - 益田競馬場（島根県益田市）が廃止[5]。
- 8月19日 - 名種牡馬サンデーサイレンスが社台スタリオンステーションで死亡[5]。
- 8月17日 - 大井競馬第8競走（千代田区特別）で、三連単式馬券の配当が日本競馬史上最高となる975万2820円を記録[6]。
- 8月31日 - 第3回小倉競馬7日開催が、台風15号の影響により中止。9月2日に代替開催を行った[5]。
- 9月21日 - 武豊騎手がJRA史上3人目の通算2000勝を達成。史上最速・最年少。
- 9月23日 - 中央競馬の「プラザエクウス梅田」が「Gate J.」として大阪市の心斎橋にオープン[7]。
- 9月29日 - 新潟競馬場初のGIとして開催されたスプリンターズステークスをビリーヴが勝ち、サンデーサイレンス産駒の1200mのGI初制覇。

### 10月 - 12月
- 10月5日 - イーグルカフェがフランス・ロンシャン競馬場のドラール賞(G2)に出走し、3着に入線。
- 10月6日 - マンハッタンカフェが凱旋門賞(G1)に出走も、13着に敗れる。レース後に故障（屈腱炎）が判明し、そのまま引退[7]。
- 10月16日 - 日本中央競馬会は、アメリカ合衆国の種牡馬カリズマティックを購入することを発表[7]。
- 10月20日 - 菊花賞で、1番人気のノーリーズンは、武豊騎手がスタート直後に落馬して競走中止。
- 10月27日 - 東京競馬場改装の関係で35年ぶりに中山競馬場で行われた天皇賞・秋をシンボリクリスエスが制する。53歳の岡部幸雄騎手は自らの最年長GI勝利記録を更新。また、同騎手は1994年に阪神競馬場で開催された天皇賞・春をビワハヤヒデで制しており、通常通り京都競馬場で開催された天皇賞・春（1978年グリーングラス、1985年シンボリルドルフ、1986年クシロキング）、東京競馬場で開催された天皇賞・秋（1990年ヤエノムテキ）とあわせて、「4つの競馬場で天皇賞制覇」の珍記録を達成した。
- 11月10日 - エリザベス女王杯は3歳馬ファインモーションが秋華賞に続いて無敗で制する。エリザベス女王杯が古馬に開放された1996年以後で3歳馬の優勝は初めて。
- 11月20日 - 京都府警は日本中央競馬会法違反（収賄）の疑いで元京都競馬場長を逮捕[8]。
- 11月22日 - ナリタブライアン等を生産した早田牧場が自己破産を申請。11月25日に札幌地方裁判所より破産宣告を受ける。負債総額は58億1000万円以上と見られる[9]。
- 11月29日 - 足利市が来年3月限りでの足利競馬の廃止を表明[7]。
- 12月8日 - 福永祐一騎手が朝日杯フューチュリティステークスをエイシンチャンプで制し、前週の阪神ジュベナイルフィリーズ（ピースオブワールド）と合わせてJRA史上初の2歳GI牡馬・牝馬両方の優勝を達成。
- 12月15日 - 沙田競馬場で行われた香港国際競走で、香港カップに出走のエイシンプレストンは5着。香港マイルに出走のトウカイポイントは3着、アドマイヤコジーンは4着。香港スプリントに出走のショウナンカンプは10着、ビリーヴは12着。
- 12月21日 - 中山大障害を女性騎手ロシェル・ロケット騎乗の1番人気ギルデッドエージが勝ち、JRA史上初の女性騎手による重賞制覇を達成[10]。
- 12月22日 - マンハッタンカフェの引退式が中山競馬場で行われる[10]。
- 12月22日 - 有馬記念でオリビエ・ペリエ騎乗のシンボリクリスエスが優勝。外国人騎手としては初めての有馬記念優勝[10]。

### その他
- 9月頃 - 社台グループがアメリカ合衆国の競走馬ウォーエンブレムを1700万ドル（約20億4000万円）で購入、種牡馬として社台スタリオンステーションに繋養する契約を結ぶ[11]。
- 10月下旬 - 日本軽種馬協会がアメリカ合衆国の競走馬スクワートルスクワートを種牡馬として輸入、11月より同協会の種馬場に繋養された[12]。

## 競走成績

### 中央競馬・平地GI
| 競走名                                 | 競走名                                 | 優勝馬             | 性齢 | 騎手                     | 調教師                   | 所属     |
| 月日                                   | 競馬場                                 | 優勝馬             | 性齢 | 馬主                     | 馬主                     | 勝時計   |
| -------------------------------------- | -------------------------------------- | ------------------ | ---- | ------------------------ | ------------------------ | -------- |
| 第19回フェブラリーステークス           | 第19回フェブラリーステークス           | アグネスデジタル   | 牡5  | 四位洋文                 | 白井寿昭                 | JRA栗東  |
| 2月17日                                | 東京競馬場                             | アグネスデジタル   | 牡5  | 渡辺孝男                 | 渡辺孝男                 | 1:35.1   |
| 第32回高松宮記念                       | 第32回高松宮記念                       | ショウナンカンプ   | 牡4  | 藤田伸二                 | 大久保洋吉               | JRA美浦  |
| 3月24日                                | 中京競馬場                             | ショウナンカンプ   | 牡4  | 国本哲秀                 | 国本哲秀                 | 1:08.4   |
| 第62回桜花賞                           | 第62回桜花賞                           | アローキャリー     | 牝3  | 池添謙一                 | 山内研二                 | JRA栗東  |
| 4月7日                                 | 阪神競馬場                             | アローキャリー     | 牝3  | 矢野秀春                 | 矢野秀春                 | 1:34.3   |
| 第62回皐月賞                           | 第62回皐月賞                           | ノーリーズン       | 牡3  | B.ドイル                 | 池江泰郎                 | JRA栗東  |
| 4月14日                                | 中山競馬場                             | ノーリーズン       | 牡3  | 前田晋二                 | 前田晋二                 | 1:58.5   |
| 第125回天皇賞（春）                    | 第125回天皇賞（春）                    | マンハッタンカフェ | 牡4  | 蛯名正義                 | 小島太                   | JRA美浦  |
| 4月28日                                | 京都競馬場                             | マンハッタンカフェ | 牡4  | 西川清                   | 西川清                   | 3:19.5   |
| 第7回NHKマイルカップ                   | 第7回NHKマイルカップ                   | テレグノシス       | 牡3  | 勝浦正樹                 | 杉浦宏明                 | JRA美浦  |
| 5月4日                                 | 東京競馬場                             | テレグノシス       | 牡3  | （有）社台レースホース   | （有）社台レースホース   | 1:33.1   |
| 第63回優駿牝馬（オークス）             | 第63回優駿牝馬（オークス）             | スマイルトゥモロー | 牝3  | 吉田豊                   | 勢司和浩                 | JRA栗東  |
| 5月19日                                | 東京競馬場                             | スマイルトゥモロー | 牝3  | 飯田正剛（株）           | 飯田正剛（株）           | 2:27.7   |
| 第69回東京優駿（日本ダービー）         | 第69回東京優駿（日本ダービー）         | タニノギムレット   | 牡3  | 武豊                     | 松田国英                 | JRA栗東  |
| 5月26日                                | 東京競馬場                             | タニノギムレット   | 牡3  | 谷水雄三                 | 谷水雄三                 | 2:26.2   |
| 第52回安田記念                         | 第52回安田記念                         | アドマイヤコジーン | 牡6  | 後藤浩輝                 | 橋田満                   | JRA栗東  |
| 6月2日                                 | 東京競馬場                             | アドマイヤコジーン | 牡6  | 近藤利一                 | 近藤利一                 | 1:33.3   |
| 第43回宝塚記念                         | 第43回宝塚記念                         | ダンツフレーム     | 牡4  | 藤田伸二                 | 山内研二                 | JRA栗東  |
| 6月23日                                | 阪神競馬場                             | ダンツフレーム     | 牡4  | 山元哲二                 | 山元哲二                 | 2:12.9   |
| 第36回スプリンターズステークス         | 第36回スプリンターズステークス         | ビリーヴ           | 牝4  | 武豊                     | 松元茂樹                 | JRA栗東  |
| 9月29日                                | 新潟競馬場                             | ビリーヴ           | 牝4  | 前田幸治                 | 前田幸治                 | 1:07.7   |
| 第7回秋華賞                            | 第7回秋華賞                            | ファインモーション | 牝3  | 武豊                     | 伊藤雄二                 | JRA栗東  |
| 10月13日                               | 京都競馬場                             | ファインモーション | 牝3  | 伏木田達男               | 伏木田達男               | 1:58.1   |
| 第63回菊花賞                           | 第63回菊花賞                           | ヒシミラクル       | 牡3  | 角田晃一                 | 佐山優                   | JRA栗東  |
| 10月20日                               | 京都競馬場                             | ヒシミラクル       | 牡3  | 阿部雅一郎               | 阿部雅一郎               | 3:05.9   |
| 第126回天皇賞（秋）                    | 第126回天皇賞（秋）                    | シンボリクリスエス | 牡3  | 岡部幸雄                 | 藤沢和雄                 | JRA美浦  |
| 10月28日                               | 中山競馬場                             | シンボリクリスエス | 牡3  | シンボリ牧場             | シンボリ牧場             | 1:58.5   |
| 第27回エリザベス女王杯                 | 第27回エリザベス女王杯                 | ファインモーション | 牝3  | 武豊                     | 伊藤雄二                 | JRA栗東  |
| 11月10日                               | 京都競馬場                             | ファインモーション | 牝3  | 伏木田達男               | 伏木田達男               | 2:13.2   |
| 第19回マイルチャンピオンシップ         | 第19回マイルチャンピオンシップ         | トウカイポイント   | 騸6  | 蛯名正義                 | 後藤由之                 | JRA美浦  |
| 11月17日                               | 京都競馬場                             | トウカイポイント   | 騸6  | 内村正則                 | 内村正則                 | 1:32.8   |
| 第3回ジャパンカップダート              | 第3回ジャパンカップダート              | イーグルカフェ     | 牡5  | L.デットーリ             | 小島太                   | JRA美浦  |
| 11月23日                               | 中山競馬場                             | イーグルカフェ     | 牡5  | 西川清                   | 西川清                   | 1:52.2   |
| 第22回ジャパンカップ                   | 第22回ジャパンカップ                   | ファルブラヴ       | 牡4  | L.デットーリ             | L.ダウリア               | イタリア |
| 11月24日                               | 中山競馬場                             | ファルブラヴ       | 牡4  | スクデリーア・ランカティ | スクデリーア・ランカティ | 2:23.8   |
| 第54回阪神ジュベナイルフィリーズ       | 第54回阪神ジュベナイルフィリーズ       | ピースオブワールド | 牝2  | 福永祐一                 | 坂口正大                 | JRA栗東  |
| 12月1日                                | 阪神競馬場                             | ピースオブワールド | 牝2  | 飯田正                   | 飯田正                   | 1:34.7   |
| 第54回朝日杯フューチュリティステークス | 第54回朝日杯フューチュリティステークス | エイシンチャンプ   | 牡2  | 福永祐一                 | 瀬戸口勉                 | JRA栗東  |
| 12月8日                                | 中山競馬場                             | エイシンチャンプ   | 牡2  | 平井豊光                 | 平井豊光                 | 1:33.5   |
| 第47回有馬記念                         | 第47回有馬記念                         | シンボリクリスエス | 牡3  | O.ペリエ                 | 藤沢和雄                 | JRA美浦  |
| 12月22日                               | 中山競馬場                             | シンボリクリスエス | 牡3  | シンボリ牧場             | シンボリ牧場             | 2:32.6   |

### 中央競馬・障害
| 競走名                    | 競走名                    | 優勝馬             | 性齢 | 騎手                           | 調教師                         | 所属     |
| 月日                      | 競馬場                    | 優勝馬             | 性齢 | 馬主                           | 馬主                           | 勝時計   |
| ------------------------- | ------------------------- | ------------------ | ---- | ------------------------------ | ------------------------------ | -------- |
| 第4回中山グランドジャンプ | 第4回中山グランドジャンプ | セントスティーヴン | 騸8  | C.ソーントン                   | J.ウィーラー                   | イギリス |
| 4月13日                   | 中山競馬場                | セントスティーヴン | 騸8  | ジョン・ウィーラー             | ジョン・ウィーラー             | 4:50.9   |
| 第125回中山大障害         | 第125回中山大障害         | ギルデッドエージ   | 牡5  | R.ロケット                     | 松元茂樹                       | JRA栗東  |
| 12月21日                  | 中山競馬場                | ギルデッドエージ   | 牡5  | （有）ノースヒルズマネジメント | （有）ノースヒルズマネジメント | 4:51.6   |

### 地方競馬主要競走
| 競走名                               | 競走名                               | 優勝馬             | 性齢 | 騎手                     | 調教師                   | 所属    |
| 月日                                 | 競馬場                               | 優勝馬             | 性齢 | 馬主                     | 馬主                     | 勝時計  |
| ------------------------------------ | ------------------------------------ | ------------------ | ---- | ------------------------ | ------------------------ | ------- |
| 第51回川崎記念                       | 第51回川崎記念                       | リージェントブラフ | 牡6  | 吉田豊                   | 大久保洋吉               | JRA美浦 |
| 1月30日                              | 川崎競馬場                           | リージェントブラフ | 牡6  | 大原詔宏                 | 大原詔宏                 | 2:16.2  |
| 第25回帝王賞                         | 第25回帝王賞                         | カネツフルーヴ     | 牡5  | 松永幹夫                 | 山本正司                 | JRA栗東 |
| 6月19日                              | 大井競馬場                           | カネツフルーヴ     | 牡5  | （株）ローレルレーシング | （株）ローレルレーシング | 2:03.7  |
| 第4回ジャパンダートダービー          | 第4回ジャパンダートダービー          | ゴールドアリュール | 牡3  | 武豊                     | 池江泰郎                 | JRA栗東 |
| 7月4日                               | 大井競馬場                           | ゴールドアリュール | 牡3  | （有）社台レースホース   | （有）社台レースホース   | 2:04.1  |
| 第17回ダービーグランプリ             | 第17回ダービーグランプリ             | ゴールドアリュール | 牡3  | 武豊                     | 池江泰郎                 | JRA栗東 |
| 9月23日                              | 盛岡競馬場                           | ゴールドアリュール | 牡3  | （有）社台レースホース   | （有）社台レースホース   | 2:08.1  |
| 第15回マイルチャンピオンシップ南部杯 | 第15回マイルチャンピオンシップ南部杯 | トーホウエンペラー | 牡6  | 菅原勲                   | 千葉四美                 | 岩手    |
| 10月14日                             | 盛岡競馬場                           | トーホウエンペラー | 牡6  | （株）東豊物産           | （株）東豊物産           | 1:38.7  |
| 第2回JBCスプリント                   | 第2回JBCスプリント                   | スターリングローズ | 牡5  | 福永祐一                 | 北橋修二                 | JRA栗東 |
| 11月4日                              | 盛岡競馬場                           | スターリングローズ | 牡5  | （株）協栄               | （株）協栄               | 1:11.4  |
| 第2回JBCクラシック                   | 第2回JBCクラシック                   | アドマイヤドン     | 牡3  | 藤田伸二                 | 松田博資                 | JRA栗東 |
| 11月4日                              | 盛岡競馬場                           | アドマイヤドン     | 牡3  | 近藤利一                 | 近藤利一                 | 2:05.6  |
| 第53回全日本2歳優駿                  | 第53回全日本2歳優駿                  | ユートピア         | 牡2  | 河内洋                   | 橋口弘次郎               | JRA栗東 |
| 12月25日                             | 川崎競馬場                           | ユートピア         | 牡2  | 金子真人                 | 金子真人                 | 1:42.4  |
| 第48回東京大賞典                     | 第48回東京大賞典                     | ゴールドアリュール | 牡3  | 武豊                     | 池江泰郎                 | JRA栗東 |
| 12月29日                             | 大井競馬場                           | ゴールドアリュール | 牡3  | （有）社台レースホース   | （有）社台レースホース   | 2:05.6  |

## 表彰

### JRA賞
- 年度代表馬・最優秀3歳牡馬 シンボリクリスエス
- 最優秀2歳牡馬 エイシンチャンプ
- 最優秀2歳牝馬 ピースオブワールド
- 最優秀3歳牝馬 ファインモーション
- 最優秀4歳以上牡馬 マンハッタンカフェ
- 最優秀4歳以上牝馬 ダイヤモンドビコー
- 最優秀父内国産馬 トウカイポイント
- 最優秀短距離馬 アドマイヤコジーン
- 最優秀ダートホース ゴールドアリュール
- 最優秀障害馬 ギルデッドエージ
- 特別賞 ステイゴールド

### NARグランプリ
- 年度代表馬・サラブレッド系5歳上最優秀馬 トーホウエンペラー
- サラブレッド系2歳最優秀馬 ブラックミラージュ
- サラブレッド系3歳最優秀馬 ヒミツヘイキ
- 最優秀牝馬 ネームヴァリュー
- 最優秀短距離馬 アインアイン
- アラブ系2歳最優秀馬 クールフォーチュン
- アラブ系3歳最優秀馬 ミスターサックス
- アラブ系4歳上最優秀馬 マリンレオ
- ばんえい最優秀馬スーパーペガサス
- 特別表彰馬 ゴールドアリュール

## リーディング

### リーディングジョッキー
| 分類         | 騎手の氏名 | 勝利数 |
| ------------ | ---------- | ------ |
| 中央競馬     | 武豊       | 133    |
| 地方競馬     |            |        |
| ばんえい競走 |            |        |

### リーディングトレーナー
| 分類         | 調教師の氏名 | 勝利数 |
| ------------ | ------------ | ------ |
| 中央競馬     | 藤沢和雄     | 51     |
| 地方競馬     |              |        |
| ばんえい競走 |              |        |

## 誕生
この年に生まれた競走馬は2005年のクラシック世代となる。

### 競走馬
- 1月28日 - ディアデラノビア
- 2月4日 - エアメサイア
- 2月11日 - アグネスジェダイ
- 2月18日 - ヤマニンメルベイユ
- 2月19日 - ライラプス
- 2月20日 - ショウナンパントル
- 2月25日 - ダンツキッチョウ、ユメノシルシ
- 2月26日 - カネヒキリ、トウカイトリック
- 2月27日 - メルシーエイタイム
- 3月1日 - アドマイヤフジ
- 3月5日 - シックスセンス、キングスゾーン
- 3月8日 - アンブロワーズ
- 3月9日 - デアリングハート
- 3月10日 - ピカレスクコート
- 3月12日 - ボンネビルレコード
- 3月13日 - カズサライン
- 3月16日 - サンアディユ
- 3月18日 - ロフティーエイム、ディープサマー
- 3月19日 - ゼンノパルテノン
- 3月22日 - プライドキム
- 3月23日 - シャドウゲイト
- 3月25日 - ディープインパクト
- 3月27日 - コンゴウリキシオー、ストーミーカフェ
- 3月29日 - スズカフェニックス
- 3月31日 - シーザリオ
- 4月3日 - マルカラスカル
- 4月4日 - ラインクラフト、マイネルハーティー
- 4月5日 - ユメロマン
- 4月6日 - インティライミ、ローゼンクロイツ
- 4月7日 - クリソプレーズ
- 4月9日 - エイシンデピュティ、サムライハート
- 4月10日 - ヴァーミリアン、テイエムドラゴン
- 4月11日 - エイシンニーザン、ブライトトゥモロー
- 4月12日 - フェリシア
- 4月13日 - ペールギュント
- 4月16日 - ヴィートマルシェ、キングジョイ
- 4月20日 - バトルブレーヴ
- 4月24日 - ニシノナースコール
- 4月25日 - ドンクール
- 4月30日 - サンライズバッカス
- 5月2日 - ビッグプラネット
- 5月4日 - サンレイジャスパー
- 5月6日 - エイシンテンダー、エイシンロンバード
- 5月10日 - マイネルレコルト
- 5月13日 - スリーアベニュー
- 5月20日 - マキハタサイボーグ
- 6月3日 - タガノゲルニカ

### 人物
- 3月10日 - 池谷匠翔（騎手）
- 7月8日 - 西谷凜（騎手）
- 8月1日 - 飛田愛斗（騎手）
- 9月2日 - 水沼元輝（騎手）
- 9月8日 - 永野猛蔵（騎手）
- 10月11日 - 松本大輝（騎手）
- 10月27日 - 永島まなみ（騎手）
- 11月26日 - 小林勝太（騎手）

## 死去

### 競走馬、繁殖馬
- 2月27日 - マックスビューティ
- 6月18日 - メジロアルダン[13]
- 7月11日 - エンドスウィープ（End Sweep）[14]
- 7月16日 - エルコンドルパサー[5]
- 8月19日 - サンデーサイレンス（Sunday Silence）[5]
- 8月29日 - モンテプリンス

### 人物
- 3月14日 - 鈴木三好（調教助手）[3]
- 4月14日 - 上田三千夫（元調教師）
- 7月18日 - 新井仁（調教師）[15]
- 7月30日 - 松田由太郎（元調教師）[16]
- 8月29日 - 元石正雄（元調教師）[17]
- 9月11日 - 菅谷禎高（調教師）[11]
- 10月21日 - 井西泰政（騎手）[18]

## 引退

### 競走馬
- 1月4日 - メイショウオウドウ[19]
- 1月6日 - ダイワテキサス[1]
- 1月10日 - タシロスプリング[20]
- 1月11日 - テンパイ[20]
- 1月17日 - マイネルマックス[2]
- 2月1日 - ビハインドザマスク[21]、エイシンルーデンス[21]、タイキポーラ[21]
- 2月7日 - アドマイヤボス[22]
- 2月8日 - ヘッドシップ[23]、タイキダイヤ[23]
- 2月17日 - ウイングアロー[1]
- 2月22日 - ゴールドティアラ[24]
- 3月27日 - スティンガー
- 4月4日 - トゥザヴィクトリー[25]、ブロードアピール[25]
- 4月24日 - レディバラード[26]、アイディンサマー[26]
- 6月1日 - ジョービッグバン[27]
- 6月14日 - ダイタクリーヴァ[28]
- 6月30日 - オースミダイナー
- 7月20日 - ゴーカイ[29]
- 8月28日 - ヒサコーボンバー[30]
- 9月5日 - タニノギムレット[31]
- 9月18日 - カリスマサンオペラ[32]
- 9月28日 - ワシントンカラー[33]
- 10月4日 - トシザミカ[34]
- 10月7日 - マンハッタンカフェ
- 10月10日 - メジロダーリング[35]
- 10月25日 - ヤマニンリスペクト[36]
- 11月9日 - フサイチゼノン[37]
- 11月14日 - ビッグバイキング[38]
- 11月15日 - シルクプリマドンナ[38]、ザカリヤ[38]
- 11月18日 - エアスマップ[39]
- 11月20日 - オイワケヒカリ[8]、マックロウ[8]
- 12月18日 - アローキャリー[40]
- 12月20日 - マチカネキンノホシ[40]
- 12月27日 - エアシャカール、アメリカンボス[41]、ヒコーキグモ[41]

### 人物
- 2月28日 - 田村駿仁[42]、久保田敏夫[42]、山崎彰義[42]、大根田裕也[42]（以上調教師）、松永昌博[42]、田島信行[42]、上籠勝仁[42]、塩村克己[42]（以上騎手）
- 3月20日 - 合谷喜壮（騎手）[3]
- 4月5日 - 田口大二郎（騎手）[43]
- 4月30日 - 森安輝正（騎手）[44]
- 6月10日 - 清山宏明（騎手）[28]
- 9月17日 - 大沢辰也（騎手）[45]
- 10月31日 - 松本達也（騎手）[46]